# Opération Castor
Guerre d’Indochine
Batailles
- Opération Masterdom
- Bataille de Hanoï
- Opération Léa
- Bataille de Phu Tong Hoa
- Bataille de la RC 4
- Bataille de Vĩnh Yên
- Bataille de Mao Khê
- Bataille de Nghia Lo
- Bataille de Hòa Bình
- Opération Lorraine
- Bataille de Na San
- Bataille de Muong Khoua
- Opération Atlante
- Opération Camargue
- Opération Hirondelle
- Opération Brochet
- Opération Mouette
- Opération Castor
- Bataille de Diên Biên Phu
- Opération D
- Bataille du col de Mang Yang
- Extension au Laos

L'opération Castor, lancée le 20 novembre 1953, est une opération militaire de l'armée française confiée au général Gilles et dont l'objectif était de s'emparer de la plaine de Dien Bien Phu.
Il s'agit de la plus grande opération aéroportée de la guerre d'Indochine. La bataille de Dien Bien Phu commença quatre mois plus tard.

## Situation
En octobre 1953, le général Giap décide d'abandonner son intention de conquérir le delta du Tonkin et demande à la division 316 de quitter la région d'Hoa Binh pour rejoindre la haute région. Celle-ci doit remonter la RP 41 vers Son La, éliminer les maquis locaux Colibri et Calamar et attaquer la base aéro-terrestre de Lai Chau située au nord du Tonkin. L'objectif ultime étant la conquête du Nord-Laos à partir de Diên Biên Phû.
Informé des déplacements de la division 316, le général Navarre, commandant en chef des forces françaises en Indochine, comprend rapidement l'intention de Giap. Devant la nécessité de défendre le Laos (traité du 28 octobre 1953) et sachant Lai Chau indéfendable du fait de sa situation, il décide de prendre de vitesse la division Viet Minh 316 et d'investir la plaine de Dien Bien Phu. Du même coup, il coupe la route du Laos et permet le repli de la garnison de Lai Chau sur le camp retranché.

## L'opérationCastor

### Les forces en présence

#### Forces françaises[3].

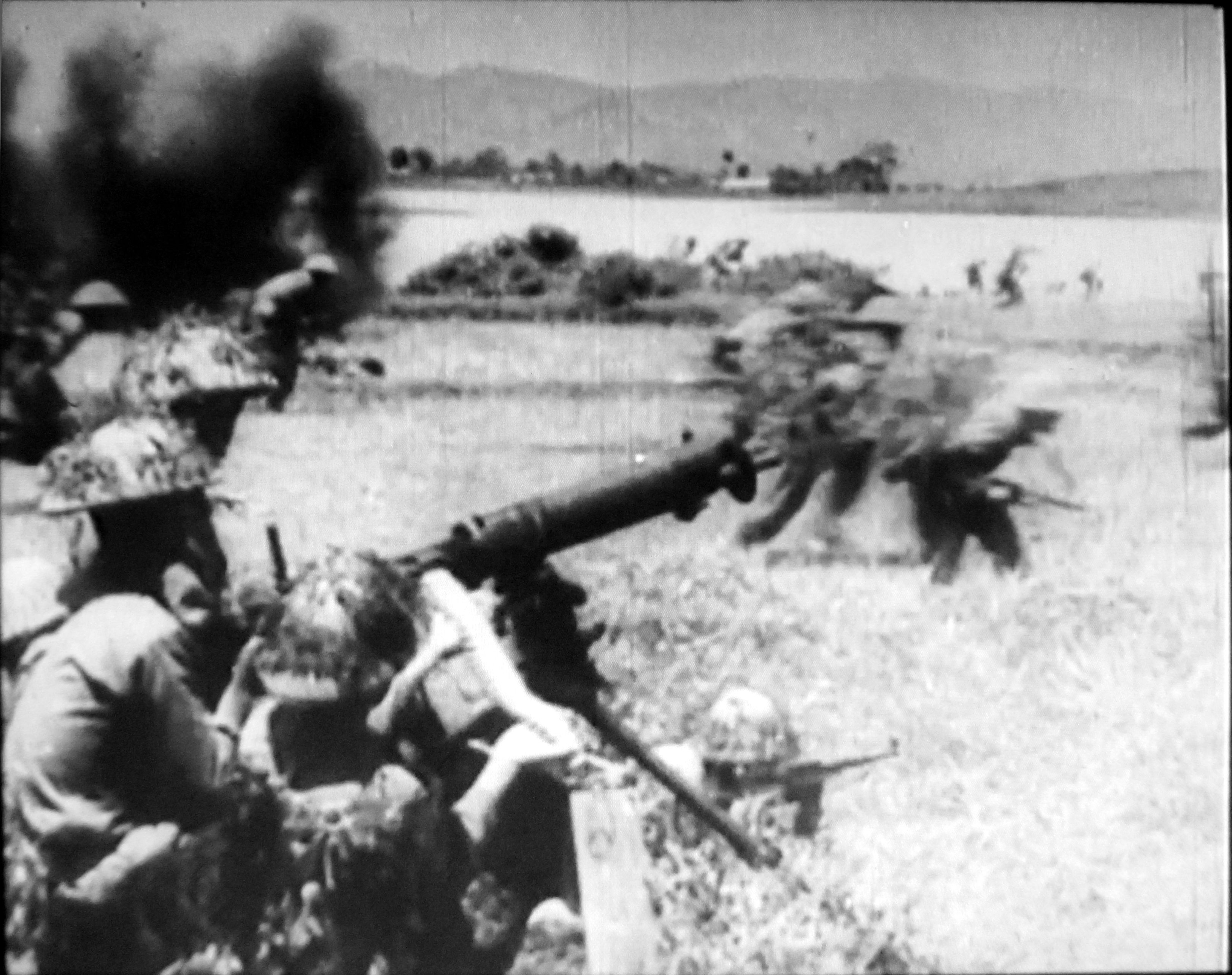
Lors de l'opération ECPAD.

EDAP (élément divisionnaire aéroporté) du général Gilles ;
GAP n° 1 du commandant Fourcade ;

1re vague
- 6e BPC du chef de bataillon Bigeard ;
- II/1er RCP du chef de bataillon Bréchignac ;
- 17e compagnie du génie parachutiste ;
- éléments du groupe de marche du 35e régiment d'artillerie parachutiste du chef d'escadron Millot.

2e vague
- 1er bataillon parachutistes coloniaux du chef de bataillon Souquet ;
- Antenne chirurgicale parachutiste n°1
- reliquat du groupe de marche du 35e régiment d'artillerie parachutiste.

GAP n° 2 du lieutenant colonel Langlais
- 1er bataillon étranger de parachutistes du chef de bataillon Guiraud;
- 8e bataillon de parachutistes de choc du capitaine Tourret ;
- 5e bataillon de parachutistes vietnamiens du chef de bataillon Bouvery ;

Autre :
- 1re compagnie étrangère parachutiste de mortiers lourds

#### ForcesViet Minh
- PC du régiment 148 et compagnie de commandement
- bataillon 910

### Chronologie des événements
- 20 novembre

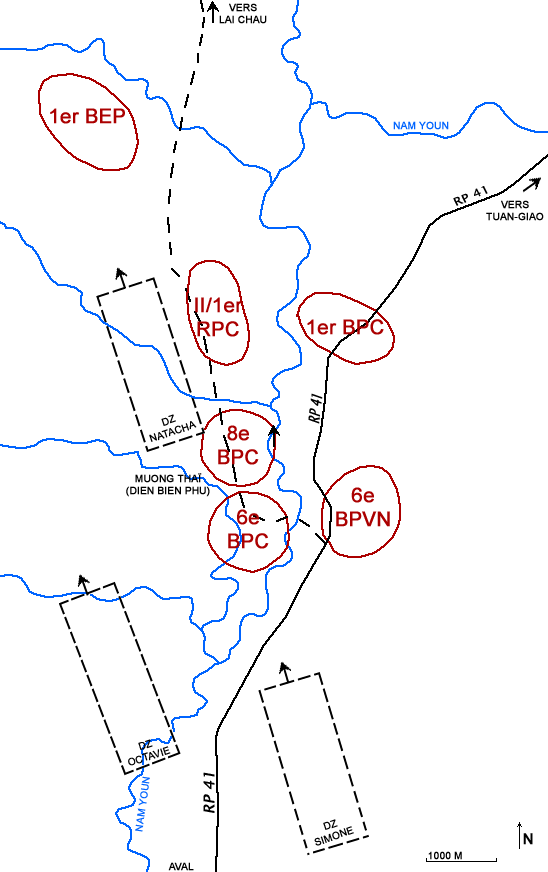
Diên Biên Phu. Description des zones de saut le 22 novembre 1953.

Vers 10 h 30 du matin, le 6e BPC, des éléments du GM du 35e RALP, la 17e CGP d'une part et le II/1er RCP et l'état major du GAP 1 d'autre part, sautent simultanément sur les zones de largage Natacha au nord et Simone au sud. Le matériel est quant à lui largué sur la DZ Octavie située à l'ouest.
Le 6e BPC de Bigeard atterrit au milieu des rebelles à l'instruction. Appuyé par des bombardiers B-26 Invader, il affronte la compagnie de commandement du bataillon 910 qui se sacrifie pour sauver le PC du régiment 148.
Le troisième bataillon du GAP 1, le 1er BPC, l'antenne chirurgicale parachutiste n°1 et le reliquat du GM du 35e RALP sont parachutés à leur tour vers 15 h ce même jour.
- 21 novembre

Le GAP 2 (état major, 1er BEP, 8e BPC) ainsi que l'EDAP rejoignent Dien Bien Phu.
- 22 novembre

Dans la matinée, le 5e BPVN est largué, mettant fin à l'opération Castor.

## Le bilan
Après une première tentative infructueuse, un bulldozer est finalement largué sur la position pour permettre la rénovation de la piste d'atterrissage, construite par les Japonais lors de l'occupation de l'Indochine durant la Seconde Guerre mondiale
Le premier avion se pose à Dien Bien Phu le 25 novembre et le retrait des bataillons parachutistes ayant participé à l'opération débute. Leur relève s'effectue au fur et à mesure par des unités aérotransportées depuis Hanoï.
La mise en état de défense de la cuvette de Dien Bien Phu commence sous les ordres du général Gilles, puis sous ceux du colonel de Castries.
À partir du 23 novembre 1953 et jusqu'au 13 mars 1954, le général Giap va concentrer trois divisions d'infanterie et sa division d'artillerie autour de la cuvette avant de déclencher la bataille de Ðiện Biên Phủ.

## Sources et bibliographies
- Collectif, Histoire des parachutistes français, Société de Production Littéraire, 1975.
- M Bigeard, Ma guerre d'Indochine, Hachette, 1994,  (ISBN 2-01-237023-3).
- G Fleury, Le 1er régiment de chasseurs parachutistes, tome 2 - Les Bataillons d'Indochine 1946-1954, éditions Lavauzelle, 1984,  (ISBN 2-7025-0046-3).
- E. Bergot, Indochine 1952 - 1953, Collection Troupes de choc, Presses de la cité, 1990,  (ISBN 2-258-03172-9).
- H. Navarre, Agonie de l'Indochine (1953-1954), Librairie Plon, 1956.